# Чу, Стивен
Сти́вен Чу (англ. Steven Chu, кит. упр. 朱棣文, пиньинь Zhū Dìwén, палл. Чжу Дивэнь; род. 28 февраля 1948[…], Сент-Луис, Миссури) — американский физик-экспериментатор, специалист в областях атомной физики, лазерной спектроскопии, биофизики и физики полимеров. Лауреат Нобелевской премии по физике 1997 года (совместно с Клодом Коэном-Таннуджи и Уильямом Филипсом) — за исследования в области охлаждения и улавливания атомов с использованием лазерных технологий. Доктор философии (1976), профессор Стэнфорда, член Национальной академии наук США (1993) и Американского философского общества (1998), иностранный член Академии наук Китая и Лондонского королевского общества (2014). В 2004-2008 годах директор LBNL.
21 января 2009 года президент США Барак Обама назначил Стивена Чу на пост министра энергетики, коим он являлся до 22 апреля 2013 года. Чу является активным сторонником дополнительных исследований в области возобновляемых источников энергии и ядерной энергетики, утверждая, что отказ от ископаемого топлива имеет важное значение для борьбы с изменением климата.

## Биография
Родился в семье учёных — его отец получил учёную степень по химической технологии в Массачусетском технологическом институте и преподавал в Университете Вашингтона в Сент-Луисе и в Бруклинском политехническом институте, а мать изучала экономику. Старший брат Гилберт Чу — профессор и исследователь биохимии и медицины в Стэнфордском университете. Вырос в Нью-Йорке.
Окончил Рочестерский университет (1970) получив степени бакалавра математики и физики. В 1976 году получил степень доктора философии в области физики в Калифорнийском университете в Беркли. В 1976-1978 годах фелло-постдок по физике Калифорнийского университета в Беркли. Затем в 1978-1987 годах работал в Bell Labs. В 1987 году стал профессором физики в Стэнфордском университете, возглавлял кафедру физики в 1990—1993 и 1999—2001 годах, являлся именным профессором (Theodore and Frances Geballe Professor) физики. В августе 2004 года становится директором Национальной лаборатории Лоренса Беркли, занимал эту должность по 2008 год.
В 2009 году назначен министром энергетики в администрации Барака Обамы. Стал вторым этническим китайцем (после Элейн Чао), занимавшим министерский пост в США. Чу не стал оставаться в администрации на второй срок Обамы и подал в отставку 22 апреля 2013 года. В том же году вернулся в Стэнфорд - в частности именным профессором (William R. Kenan, Jr., Professor).

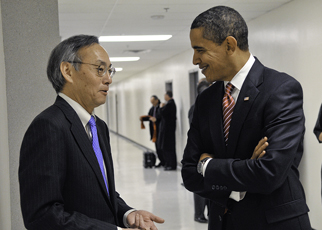
Стивен Чу и президент Барак Обама 5 февраля 2009 года.

Президент Американской ассоциации содействия развитию науки (2020). Он также является членом Американской академии искусств и наук и Академии Синика, иностранным членом Корейской академии науки и техники и Национальной академии наук Беларуси (2017).
В 2016 году подписал письмо с призывом к Greenpeace, Организации Объединённых Наций и правительствам всего мира прекратить борьбу с генетически модифицированными организмами (ГМО).
Автор более 200 работ.

## Награды и признание
В 1997 году Стивен Чу получил Нобелевскую премию по физике «за создание методов охлаждения и улавливания атомов лазерным лучом», совместно с Клодом Коэном-Таннуджи и Уильямом Филлипсом. Этот метод применяется при конструировании прецизионных атомных часов, а также при точном позиционировании и в космической навигации.
В числе других наград и отличий:
- Herbert P. Broida Prize (1987)
- Премия памяти Рихтмайера (1990)
- Международная премия короля Фейсала (1993)
- Премия Артура Шавлова по лазерной физике[англ.] (1994)
- William F. Meggers Award in Spectroscopy[англ.] (1994)
- Премия Гумбольдта (1995)
- Стипендия Гуггенхайма (1996)[16]
- Мемориальные лекции Вейцмана (1998)
- Wolfgang-Paul-Vorlesung[нем.] (1998)
- Шрёдингеровская лекция (Венский центр квантовой науки и технологии) (2014)
- Science for Art Prize